# Вільковиці (Великопольське воєводство)
Вільковиці (пол. Wilkowice) — село в Польщі, у гміні Ліпно Лещинського повіту Великопольського воєводства.
Населення — 2161 особа (2011).
У 1975-1998 роках село належало до Лешненського воєводства.

## Демографія
Демографічна структура станом на 31 березня 2011 року:
|          | Загалом | Допрацездатний вік | Працездатний вік | Постпрацездатний вік |
| -------- | ------- | ------------------ | ---------------- | -------------------- |
| Чоловіки | 1073    | 293                | 727              | 53                   |
| Жінки    | 1088    | 281                | 682              | 125                  |
| Разом    | 2161    | 574                | 1409             | 178                  |